# Holdi (Setomaa)
Holdi est un hameau de la commune de Setomaa, situé dans le comté de Võru au sud-est de l'Estonie. Avant la réforme administrative d'octobre 2017, il faisait partie de la commune de Meremäe.

## Géographie
Holdi se situe dans le sud-est du comté de Võru, près de la frontière avec la Russie, à 32 km au sud-est de Võru.